# Maksi
Maksi è una suddivisione dell'India, classificata come nagar panchayat, di 18.392 abitanti, situata nel distretto di Shajapur, nello stato federato del Madhya Pradesh. In base al numero di abitanti la città rientra nella classe IV (da 10.000 a 19.999 persone).

## Geografia fisica
La città è situata a 23° 16' 0 N e 76° 9' 0 E e ha un'altitudine di 479 m s.l.m..

## Società

### Evoluzione demografica
Al censimento del 2001 la popolazione di Maksi assommava a 18.392 persone, delle quali 9.654 maschi e 8.738 femmine. I bambini di età inferiore o uguale ai sei anni assommavano a 3.085, dei quali 1.613 maschi e 1.472 femmine. Infine, coloro che erano in grado di saper almeno leggere e scrivere erano 11.634, dei quali 7.031 maschi e 4.603 femmine.